# يوكي يوشا أوزاوا
يوكي يوشا أوزاوا (باليابانية: 小澤 征悦) هو ممثل ياباني، ولد في 6 يونيو 1974 بسان فرانسيسكو في الولايات المتحدة.

## وصلات خارجية
- يوكي يوشا أوزاوا على موقع IMDb (الإنجليزية)
- يوكي يوشا أوزاوا على موقع قاعدة بيانات الفيلم (الإنجليزية)